# Euangerona tristis
Euangerona tristis là một loài bướm đêm trong họ Geometridae.